# マルメ MFI-9
マルメ MFI-9 ジュニア
- 用途：民間用、軍用
- 分類：軽飛行機、初等練習機
- 設計者：ビョルン・アンドレアソン（Björn Andreason）
- 製造者：マルメ・フリグインダストリ（英語版）、メッサーシュミット・ベルコウ・ブローム（ライセンス生産）
- 運用者：ビアフラ空軍、スウェーデン空軍ほか
- 初飛行：1958年10月10日
- 生産数：270機

マルメ MFI-9 ジュニア（Malmö MFI-9 Junior）は、1960年代にスウェーデンで生産された軽飛行機である。
ビョルン・アンドレアソン（Björn Andreason）によりBA-7として設計され、1958年10月10日に彼自身の手で試作機が初飛行した。アンドレアソンは、この最初の航空機をアメリカのコンベア社で働いていたときの余暇に造り上げた。この機は、56kW（75hp）を発生する空冷コンチネンタル A-75 エンジンで2枚羽の可変ピッチプロペラを駆動した。
1960年にアンドレアソンはスウェーデンに帰り、マルメ・フリグインダストリ社で働き始めた。そこで彼はBA-7の改良モデルを設計し、これがマルメ MFI-9 ジュニアとして生産に入った。BA-7からの変更点は、拡大された操縦席と、エンジンが75kW（100hp）を発生する空冷水平対向4気筒のコンチネンタル O-200-A エンジンに換装されたことであった。
1963年にMFI-9B トレイナーとMFI-9B ミリ・トレイナーが追加された。

## ミニコイン機（MiniCOIN）
MFI-9のバリエーションの1つで名を広めたのは「ミニコイン機」（「ミニチュア・COIN」からの造語）であった。これは、MFI-9B ミリ・トレイナーを改造し、武装したもので、ナイジェリア内戦ではビアフラ側の飛行隊として飛んだ。
この飛行隊（とその名称）は、カール・グスタフ・フォン・ローゼンにより創設された。彼は限定された規模の武力衝突においては、ごく少数の最小限度の武装を施した小型機でも敵に強力な打撃を与えられることを立証してみせた。どのような場合でも軽飛行機は、このような武力衝突では典型的な悪条件下での運用にはより適した機材である。
フォン・ローゼンはMFI-9の軍用練習機モデルのことを熟知しており、この機が翼下のハードポイントにかなりの重量の武装を吊り下げることができる程頑強であることを知っていた。元々、MFI-9Bはスウェーデン空軍に採用されることを目論んで製造されたが、販売は失敗に終わり、それらの機体は安価に入手することが可能になっていた。改装後にそれらの機体は戦争期間を通じて広範囲な用途に使用された。

## 派生型
- MFI-9 ジュニア

2座席初等練習機。25機製造。
- Bo 208 ジュニア

西ドイツのベルコウ（Bölkow）社によるライセンス生産。200機製造。
- MFI-9B

2座席スポーツ機、初等練習機。43機製造。
- MFI-9B ミリ・トレイナー

2座席初等練習機、軽攻撃機。スウェーデン空軍向けに試作機を2機製造。
- ビアフラ･ベイビー

フランス製SNEB 6連装68mm（2.68"）徹甲弾頭・無誘導フィン収納型ロケット弾ポッドを両翼下に装備したMFI-9B。5機製造。

## 運用国
ビアフラ共和国
- ビアフラ戦争中にビアフラ空軍が使用。

 スウェーデン
- スウェーデン空軍向けに2機のMFI-9B ミリ・トレイナーが製造された。

## 要目
- 全長：5.85m
- 全幅：7.43m
- 全高：2.00m
- 空虚重量：340kg
- 最大離陸重量：575kg

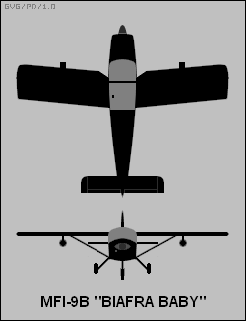
MFI-9B

- エンジン：コンチネンタル O-200-A（英語版） レシプロエンジン 1基（100hp）
- 最大速度：236mph（380km/h）
- 巡航速度：134mph（215km/h）
- 航続距離：500miles（800km）
- 乗員：2名